# Meconopsis wilsonii
Meconopsis wilsonii là một loài thực vật có hoa trong họ Anh túc. Loài này được Grey-Wilson mô tả khoa học đầu tiên năm 2006.